# Piles Editorial de Música
La editorial Piles fue creada en Valencia por Jaime Piles Estellés en 1934, combinando, como era habitual en la época, la publicación de música ligera y de banda con la de música sinfónica. En ese tiempo destacan en su catálogo algunas de las primeras obras de Vicente Asencio, Matilde Salvador y Vicent Garcés, miembros del llamado Grupo de los Jóvenes, así como algunas piezas ligeras compuestas por el propio Piles. 
En la década de 1940 la empresa editó música cinematográfica y numerosas obras para banda y orquestina e inició asimismo una estrecha relación con Manuel Palau, de quien publicaría numerosas obras en lo sucesivo. Otros compositores valencianos en su catálogo de aquellos años fueron Eduardo López-Chavarri Marco y José Báguena Soler. En la década de 1970, con la incorporación de Jaime y Jesús Piles Ferrer, hijos del fundador, la empresa inició una progresiva diversificación de sus actividades que la llevó a introducirse en el ámbito de la distribución y a reforzar su ya antigua presencia en el mundo de la pedagogía musical. 
A comienzos del siglo XXI la editorial Piles es una referencia para la música de banda, de guitarra, coral y contemporánea, además de haberse convertido en la principal distribuidora musical de España, con un catálogo que abarca a más de 250 editoriales de todo el mundo.